# Lo spavaldo
Lo spavaldo (Little Fauss and Big Halsy) è un film del 1970 diretto da Sidney J. Furie.

## Trama
Little Fauss, un giovane e ingenuo meccanico, è affascinato dal corridore per il quale lavora, Halsy Knox, uomo di successo con le moto e con le donne. Decide di correre.
Finirà per battere il suo ex idolo che, in fin dei conti, si rivelerà uno sbruffone.